# K-Ximbinho
K-Ximbinho (* 20. Januar 1917 in Taipu; † 26. Juni 1980 in Rio de Janeiro), eigentlich Sebastião de Barros war ein brasilianischer Klarinettist, Komponist und Arrangeur.

## Leben
K-Ximbinho begann seine musikalische Karriere in verschiedenen Formationen seiner Heimatstadt Taipu, unter anderem der Gruppe Pan Jazz. Er war immer an den vielfältigen traditionellen und auch modernen Musikstilen wie dem Jazz interessiert. 1938 wurde er Mitglied des bekannten Orquestra Tabajara, dem er bis 1942 angehörte. In diesem Jahr zog er nach Rio de Janeiro. Er gehörte seitdem als Klarinettist, Komponist und Arrangeur zu den gefragtesten Musikern seiner Zeit in Brasilien und arbeitete seit den 1960er Jahren viel für das Fernsehen.
Zu seinen größten Erfolgen zählen die Kompositionen Sonoroso, Eu quero é sossego, Sonhando und Sempre.

## Werkauswahl
- Autoplágio
- Baião potiguar
- Catita
- Começou o baile
- Dá-lhe garoto
- Eu quero é sossego
- Gilka
- Ilusão demais
- Juras de amor
- Just walking
- Mais uma vez (mit Del Loro)
- Manda brasa
- Meiguice
- Mora no balanço
- Penumbra
- Perplexo
- Sempre
- Simoninha na Barra
- Sonhando
- Sonoroso
- Tá
- Teleguiado
- Ternura
- Tô sempre aí
- Tudo passa
- Um clarinete a jato
- Um tema novo
- Velhos companheiros

## Diskographie
- Perplexo/Tudo passa, 1953, 78
- Começou o baile/Baião potiguar, 1954, 78
- Um clarinete à jato/Fim de semana em Paquetá, 1954, 78
- A fonte secou/Gilka, 1955, 78
- Ama-me ou esquece-me/Murmurando, 1956, 78
- Le rififi/Jura, 1956, 78
- Molambo/Arrasta a sandália, 1956, 78
- Suba espuma/Esperando você, 1956, 78
- Em Ritmo de dança, 1958, LP
- O Samba de Cartola, 1959, LP
- K-Ximbinho e Seus Play Boys, 1961, LP
- K-Ximbinho - Saudades de um clarinete, 1980, LP